# Cuchillo genovés
Cuchillo genovés - cuchillo, que tiene su propio estilo y fue fabricado en la ciudad de Génova. Algunos cuchillos genoveses tienen una forma especial, muy similar a una daga o estilete y, por lo tanto, están prohibidos. Especialmente utilizado activamente no solo en el territorio de la República de Génova desde los siglos XVII al XVIII. Otros cuchillos de este tipo eran una herramienta para el trabajo o el uso diario, a veces incluso incluidos en el conjunto junto con un vestido elegante, por lo que estaban a la venta. Hasta hoy, para este tipo de cuchillos todavía se destacan por sus propiedades constructivas. Usar un cuchillo genovés puede provocar un arresto, ya que está prohibido usarlo y cambiarlo.
La existencia del cuchillo genovés en sí es ambigua, ya que es una herramienta útil en la vida cotidiana y un arma que se usa fácilmente en combate, también es necesario tener en cuenta el bajo costo del cuchillo genovés durante la fabricación. Como en aquellos días, y hoy, dicho cuchillo fue hecho principalmente por representantes del mundo criminal.
Además, algunos representantes de diferentes sectores de la sociedad no perdieron la oportunidad de falsificar, hacer copias y asignar a otros tipos de cuchillos algunas características y elementos de la navaja genovesa, y como resultó, esta actividad se está desarrollando muy bien. Esto contribuyó a la diseminación de muestras del cuchillo genovés en otras partes de Italia, especialmente en Córcega, ya que se encontraron muchos especímenes que claramente permiten determinar el origen del cuchillo genovés.

## Características distintivas
El mango de la navaja genovesa generalmente no tiene protección, tiene una forma ligeramente asimétrica en comparación con la hoja. Muy a menudo el mango está hecho de madera de olivo, salvia o laurel, que fue popular en el siglo XVIII en Génova. En este caso, el manejador se llama "perno" o "pernetto". El mango del cuchillo genovés generalmente no se condensa para aumentar la penetración y la resistencia al impacto.
Hay diferentes tipos de agarres de la navaja genovesa, en forma de que pueden ser muy diferentes entre sí, tanto el material en sí como el acabado. Por lo tanto, es inútil tratar de encontrar cualquier "factor común" o características distintivas. También las empuñaduras de los cuchillos estaban hechas de metal, lo cual es bastante raro, especialmente los cuchillos de marfil. Un ejemplar único del cuchillo genovés del siglo XVIII de marfil está representado en la colección de Butteen del Museo de Armas Medievales de Bolonia, Lionello Sara. Este cuchillo genovés fue presentado en el catálogo en 1991.
La forma de la cuchilla de la navaja genovesa puede ser tanto rectangular como elíptica, con punta puntiaguda, y sin punta, ya que también se tienen en cuenta algunas categorías, eficiencia y propósito, tanto para el trabajo de cocina como para coser velas, cuero, envío de vagones y todo otras cosas, incluido el uso delictivo.

## Tipos de cuchillo genovés
Entre muchos tipos de cuchillo genovés, combina algunas características repetitivas de estilo, forma, detalles técnicos que sin duda le permiten reconocer y apreciar este tipo de arma y, al mismo tiempo, una herramienta en la vida cotidiana.
Dependiendo de las formas y tipos de cuchillas y mangos, los cuchillos genoveses vienen en las siguientes formas:
- cuchillos canónicos con punta afilada o sin punta
- con un descanso para los dedos (passacorda)
- con doble parada (passacorda)
- para tirar
- con descanso adicional para los dedos
- con una cuchilla secreta
- cuchillo cuchillos
- decorado

Algunos especímenes de cuchillos genoveses bien pueden pertenecer a más de una de todas las variedades. Sin embargo, la clasificación no es tan categórica, ya que cada tipo de este cuchillo se presta a la clasificación de variables, incluso hay otras formas de agrupar y
dividir.

## Uso
Sin duda, estas armas son peligrosas y pueden causar daños significativos en un combate con otras armas (por ejemplo, en el Décimo Consejo de la Santa República de Génova, 9 de septiembre de 1699, se hizo un anuncio sobre la prohibición del uso del cuchillo genovés en el puerto).
Desde que el cuchillo fue prohibido, los genoveses trataron de esconder sus armas para eludir las leyes de su ciudad, bajo estas condiciones prevalecientes algunos elementos de la forma del cuchillo genovés fueron modificados. Los maestros de la República de Génova comenzaron a producir un cuchillo más "afilado", que comenzó a ser más apreciado por sus dueños. Las referencias a la existencia de este tipo de navaja genovesa y el arte de cuchillo comenzaron a mencionarse con mayor frecuencia en fuentes documentadas y de archivo que datan de la segunda mitad del siglo XII.
La esgrima de Génova contiene una gran parte de la técnica de trabajo con el cuchillo genovés.

## Literatura
- Mikhailova O. E., Shelkovnikov BA armas de Europa occidental de los siglos XV-XVII, la ermita del Estado. Arte, 1955. 40 páginas.
- Repertorio de actuaciones amateur, 1975
- Romana di lesa maestà per la C. e F. contro Tommaso di Andrea Vivarelli … ristretto del processo informativo. Stato pontificio : Tribunale criminale supremo della Consulta, Stamp. della Rev. Cam. Apost., 1837. — P. 510 — 527 p.
- Vocabolario domestico genovese-italiano: con un' appendice zoologica, Angelo Paganini, 1837 — 297 p.
- Bastone Genovese, Coltello e Gambetto, Claudio Parodi. CreateSpace Independent Publishing Platform, 2012. — 240 p.
- Miracoli della Madonna della Quercia di Viterbo e sua istoria con nuovo ordine ed aggiunta del padre F. Nicolo' Maria Torelli dell’Ordine de' predicatori, Nicolo' Maria Torelli. presso Camillo Tosoni, 1827. 238 p.
- Primizie chirurgico-pratiche della cura delle ferite. Osservazioni e corollari di Gaetano Bartoli. All’Eccellenza del sig. Co. Filippo Hercolani. Gaetano Bartoli, per gli eredi di Bernardino Pomatelli impressori, 1714. — 95 p.
- Miracoli della Madona della quercia di viterbo e sua istoria, Nicolo Maria Torelli, Poletti, 1725
- L’arte del ferro nel Ducato Estense: decorazioni architettoniche e oggetti da collezione, Giorgio Boccolari, Calderini, 1996. 199 p.
- Il segretario istruito, e Lettere di don Isidoro Nardi agl’illustrissimi signori marchesi Francesco e Gaspero Perez Verguero … parte prima, Том 1, 1700. — 288 p.
- Compendio della Storia della … Imagine di Maria Santissima del buen consiglio, 1756
- Genoa and the Genoese, 958—1528, Steven A. Epstein, Steven Epstein, University of North Carolina Press (англ.)русск., 2001. — 396 p.
- The Genoa Dialogues, J. Hayes Hurley, Lulu.com, 2014. — 158 p.
- Crónicas de la mafia: Crónica negra, Íñigo Domínguez, Libros del K.O., 2015 — 431 p.
- Il segretario principiante, ed istruito. Lettere moderne di D. Isidoro Nardi … Parte prima [- Parte seconda], Isidoro Nardi, presso Francesco Storti, 1739
- Compendio istorico-cronologico della vita e miracoli del b. Giuseppe Calasanzio fondatore de' Cher. Reg. Pov. della Madre di Dio delle Scuole Pie scritto dal padre Vincenzio Talenti sacerdote dell’istess’Ordine, Vincenzo Talenti, nella stamperia di S. Michele per Ottavio Puccinelli(IS), 1748. — 200 p.
- Das Schwert des Volkes: Geschichte, Kultur und Methodik des traditionellen, italienischen Messerkampfes, Roberto Laura, tredition, 2015. — 672 p.
- Catálogo della armeria reale: illustrato con incisioni in legno, Armería reale (Turin, Italy), Angelo Angelucci, G. Candeletti, 1890. — 614 p.
- Guida del raccoglitore e dell ̕amatore di armi antiche, Jacopo Gelli, U. Hoepli, 1900. — 434 p.